# جستين تينوتشي
جاستن تينوتشي (بالإنجليزية: Justin Tinucci)‏ هو ممثل أمريكي، ولد في 14 يناير 1999 في دنفر، كولورادو.

## روابط خارجية
- جستين تينوتشي على موقع IMDb (الإنجليزية)
- جستين تينوتشي على موقع ميتاكريتيك (الإنجليزية)
- جستين تينوتشي على موقع روتن توميتوز (الإنجليزية)
- جستين تينوتشي على موقع ألو سيني (الفرنسية)
- جستين تينوتشي على موقع تيرنر كلاسيك موفيز (الإنجليزية)
- جستين تينوتشي على موقع أول موفي (الإنجليزية)
- جستين تينوتشي على موقع قاعدة بيانات الفيلم (الإنجليزية)
- جستين تينوتشي على موقع كينوبويسك (الروسية)